# Солкано (Пескара)
Солкано (итал. Solcano) је насеље у Италији у округу Пескара, региону Абруцо.
Према процени из 2011. у насељу је живело 12 становника. Насеље се налази на надморској висини од 306 м.